# Radeon HD 6000
Northern Island  je kódové označení řady grafických čipů GPUs vyvíjenou společností Advanced Micro Devices (AMD) pro její řadu Radeon, založenou na 40 nm procesorech.
Od této řady se již nepoužívá původní označení ATI, kvůli větší spojitosti mezi grafickými produkty a výpočetními prvky (CPU, čipsety) firmy AMD.

## Vydání
Řada 6800 byla první z rodiny Radeon 6000, vydána 22. října 2010 po krátkých odkladech. V následujících měsících se do rodiny 6000 připojily karty nižší, střední i vyšší třídy.

## Produkty

### Radeon HD 6400
Kódové označení Caicos, tato vstupní úroveň grafická karty byla vydána spolu s Turks 7. února 2011 . Účel této karty, bylo nahradit Radeon HD 5450. Oproti ní měla podporu GDDR5 a dvojnásobný počet stream procesorů.

### Radeon HD 6500/6600
Kódové označení Turks, tato vstupní úroveň grafická karty byla vydána 7. února 2011. Rodina Turks obsahovala Turks PRO a Turks XT, obchodně označované jako HD 6570 a HD 6670. Původně vydané pouze pro OEM, ale později se dostaly i do normálních obchodů.
Radeon HD 6570 a 6670 jsou vylepšenými následovníky karet HD 5570 a 5670. Obsahují o 80 více stream procesorů a 4 jednotky pro textury. Také mají podporu nových technologií jako HDMI 1.4a, UVD3, a stereoscopické 3D.

### Radeon HD 6700
Kódové označení Barts LE,Radeon HD 6790 byla vydána 5. dubna, 2011. V obchodech je k dostání jeden produkt, Radeon HD 6790. Barts používá stejný system shaderů jako předchozí řada Radeon 5000.
- HD 6790 má 800 stream procesorů o frekvenci 840 MHz, 1 GB GDDR5 DRAM o frekvenci 1 GHz, maximální spotřeba 150W. Výkonově překonává NVIDIA GTX 550 Ti a Radeon HD 5770, je slabší než Radeon HD 6850 a je výkonově blízko k GTX 460 768MB a Radeon HD 5830.

### Radeon HD 6800
Kódové označení Barts, série Radeon HD 6800 byla vydána 22. října 2010. Obsahuje Radeon HD 6850 a Radeon HD 6870.
- HD 6850 má 960 stream procesorů o frekvenci 775 MHz, 1 GB GDDR5 DRAM o frekvenci 1 GHz, maximální odběr 127 W. Oproti konkurenci, výkon spadá do úrovní 1 GB karet Nvidia GeForce GTX 460. Porovnání s předchozími kartami řady Radeon 5800, 6850 je o poznání výkonnější než Radeon HD 5830 a blízko k výkonu Radeon HD 5850. Grafika používá jeden 6-pinový PCIe konektor pro napájení.
- HD 6870 má 1120 stream procesorů o frekvenci 900 MHz( lze přetaktovat na 1100 MHz), 1 GB GDDR5 DRAM o frekvenci 1.05 GHz (lze přetaktovat na 1.2 GHz) s maximálním odběrem 151 W. Karta je výkonnější než GeForce GTX 460, srovnatelná s GeForce GTX 560, a je slabší než GeForce GTX 560 Ti. Porovnání s předchůdci, 6870 je výkonnější než 5850 a srovnatelná s 5870.

### Radeon HD 6900
Tato řada obsahuje tři různé high-end grafické karty.
Kódové označení Cayman, řada Radeon HD 6900 měla očekávané datum vydání na 12. listopadu 2010. Kvůli odkladům však vyšla až 15. prosince 2010. Obsahuje produkty Radeon HD 6950 a Radeon HD 6970. Cayman je založena na nové technologii a to 4-cestné VLIW architektuře, která byla zvolena nad starší verzi VLIW5, kvůli zjednodušení návrhů AMD's stream procesorů.
- Ve hrách je výkon 6970 srovnatelný s NVIDIA GeForce GTX 570 a GTX 480. The Radeon HD 6950 je lehce pomalejší než 6970, ale výkonnější než GTX 560 Ti ae HD 5870. The HD 6950 je prakticky identická k 6970 v základním návrhu, ale 6950 má menší GDDR5 paměť. Kromě toho, každá má jiný BIOS. Pokud by se flashnul BIOS 6970 do 6950, karta by se chovala stejně jako 6970. Tento problém AMD později vyřešila tím, že přebytečná jádra odpálila laserem místo toho, aby je vypla v BIOS. Některé 6950 mohou být stále "odemčeny", ale vyžaduje to důkladné vybrání karty a vlastní BIOS.